# Estádio do Bessa Século XXI
Estádio do Bessa Século XXI je portugalský stadion ve městě Porto. Stadion před Mistrovstvím Evropy ve fotbale v roce 2004 prošel generální rekonstrukcí. Má čtyři sevřené tribuny, jimž byly vzorem anglické fotbalové kotle. Dále pak stadion prošel přemístěním a snížením povrchu hřiště. Na stadioně se odehrály 3 zápasy základní skupiny na Euru 2004.